# 소확행
소확행(일본어: 小確幸)이란 "소소하지만 확실한 행복"의 약칭으로, 일본의 소설가 무라카미 하루키가 레이먼드 카버의 단편소설 《A Small, Good Thing》에서 따와 만든 신조어이다. 어떤 경우에는 소비는 확실한 행복으로 이용되기도 한다. 소확행은 주로 자신만의 취미로 인해 기쁨을 느낄 때 사용한다.
소비는 확실한 행복을 뜻하는 소확행은 보통 유튜브 크리에이터들이 주로 사용하는 단어이다. 게임에서 과금으로 현질을 했을 때 소확행이라고 외치기도 한다.

## 같이 보기
- 탕진잼
- 사치
- 오쿠리가나